# خان شاه عباسي (كرج)
خان شاه عباسي (بالفارسية: کاروانسرای شاه‌عباسی) هي خان تاريخية تعود إلى عصر السلالة الصفوية، وتقع في كرج.